# Herbert Sandberg
Herbert Ludwig Sandberg (Breslavia, 26 de febrero de 1902 - Danderyd, 7 de enero de 1966) fue un director de orquesta, compositor y libretista sueco de origen polaco-alemán. Era hermano de la fotógrafa Eva Sandberg.

## Biografía
Nacido en Breslavia, Sandberg fue hijo del doctor Richard y Tranzlska (nacida Rosenthal) Sandberg. Educado en Alemania, fue alumno de Julius Prüwer y Leo Blech en Berlín. Más tarde se casó con la hija de Blech, Lisel Blech, el 19 de agosto de 1939. Sandberg comenzó su carrera como répétiteur (músico de ensayo) en la Ópera de Breslavia en 1919, cuando solo tenía 17 años de edad, puesto en el que siguió hasta 1922. Luego fue maestro de capilla y director asistente de Leo Blech en el Theater des Westens de Berlín (también conocido como el Berlín Volksoper) en 1923. A esto siguió un puesto en la Ópera Alemana de Berlín como asistente de Bruno Walter. Luego, en 1926, se convirtió en director de orquesta en la Ópera Real de Estocolmo, puesto en el que permaneció el resto de su carrera profesional.
Realizó varios estrenos mundiales con la ópera de Estocolmo, incluyendo la Prinsessan av Cypern de Lars-Erik Larsson (1937), Licksalighetens ö de Hilding Rosenberg (1945),  Genoveva de Natanael Berg (1947) y Gilgamesj de Ture Rangström (1952). En 1950 condujo el estreno mundial del ballet de Medea de Birgit Cullberg con música de Béla Bartók en el Riksteatern Gävleborg, una obra que también llevó en el repertorio para su estreno estadounidense con el New York City Ballet en el Lincoln Center (1958). También trabajó como director invitado en varias ocasiones en la Ópera Estatal de Baviera, la de Hamburgo y la Ópera Semper, entre otras, y con la emisora Nordwestdeutscher Rundfunk en Hamburgo y la Orquesta Sinfónica Alemana de Berlín.
Las grabaciones realizadas por Sandberg como director incluyen una de 1955, la Suite Holberg de Edvard Grieg  con la Orquesta Sinfónica Alemana para Deutsche Grammophon y otra de 1956, la ópera Sansón y Dalila de Camille Saint-Saëns con Set Svanholm (Sanson), Blanche Thebom (Dalila) y la Orquesta de Estocolmo. Como compositor, escribió algunas piezas orquestales, unas pocas canciones líricas breves (lied) y la banda sonora de cuatro películas suecas: Blod och eld (1945), Det vackraste På jorden (1947), Giftas (1955), y Ett dockhem (1956). Es recordado, sobre todo, por la traducción al sueco de varias de las principales óperas alemanas, versiones que todavía son representadas por la Orquesta de Estocolmo y otras del país escandinavo.